# Ivanec
Ivanec (Hongaars: Ivánc) is een stad in de noordelijke Kroatische provincie Varaždin. Ivanec ligt ten zuidwesten van Varaždin, ten oosten van Lepoglava en ten noorden van de berg Ivanščica. Bij de volkstelling van 2001 had deze gemeente 14.434 inwoners, waarvan 5434 in de plaats zelf.
Steden (gradovi): Varaždin · Ivanec · Lepoglava · Ludbreg · Novi Marof · Varaždinske Toplice

Gemeenten (općine): Bednja · Beretinec · Breznica · Breznički Hum · Cestica · Donja Voća · Gornji Kneginec · Jalžabet · Klenovnik · Ljubešćica · Mali Bukovec · Martijanec · Maruševec · Petrijanec · Sračinec · Sveti Đurđ · Sveti Ilija · Trnovec Bartolovečki · Veliki Bukovec · Vidovec · Vinica · Visoko